# Alexis Bœuf
Alexis Bœuf (Chambéry, 4 marzo 1986) è un ex biatleta e fondista francese.

## Biografia

### Carriera nel biathlon
In Coppa del Mondo ha esordito il 27 febbraio 2008 a Pyeongchang, subito ottenendo il primo podio (3°), e ha conquistato la prima vittoria il 4 dicembre successivo a Östersund.
In carriera ha preso parte a un'edizione dei Giochi olimpici invernali, Soči 2014 (82° nell'individuale, 8° nella staffetta), e a tre dei Campionati mondiali, vincendo quattro medaglie.

### Carriera nello sci di fondo
In Coppa del Mondo ha esordito il 12 dicembre 2010 a Davos (20°).
In carriera ha preso parte a un'edizione dei Campionati mondiali, Oslo 2011 (35° nella sprint).

## Palmarès

### Biathlon

#### Mondiali
- 4 medaglie:
  - 3 argenti (staffetta[1] a Ruhpolding 2012; staffetta[1], staffetta mista[1] a Nové Město na Moravě 2013)
  - 1 bronzo (staffetta mista[1] a Chanty-Mansijsk 2011)

#### Mondiali juniores
- 1 medaglia:
  - 1 oro (staffetta a Presque Isle 2006)

#### Coppa del Mondo
- Miglior piazzamento in classifica generale: 17º nel 2013
- 14 podi (4 individuali, 10 a squadre), oltre a quelli conquistati in sede iridata e validi anche per la Coppa del Mondo:
  - 6 vittorie (1 individuale, 5 a squadre)
  - 3 secondi posti (1 individuale, 2 a squadre)
  - 5 terzi posti (2 individuali, 3 a squadre)

##### Coppa del Mondo - vittorie
| Data            | Località     | Nazione     | Specialità                                                        |
| --------------- | ------------ | ----------- | ----------------------------------------------------------------- |
| 4 dicembre 2008 | Östersund    | Svezia      | MX (con Marie-Laure Brunet, Marie Dorin e Martin Fourcade)        |
| 6 febbraio 2011 | Presque Isle | Stati Uniti | PU                                                                |
| 22 gennaio 2012 | Anterselva   | Italia      | RL (con Jean-Guillaume Béatrix, Simon Fourcade e Martin Fourcade) |
| 10 gennaio 2013 | Ruhpolding   | Germania    | RL (con Simon Fourcade, Jean-Guillaume Béatrix e Martin Fourcade) |
| 20 gennaio 2013 | Anterselva   | Italia      | RL (con Simon Fourcade, Jean-Guillaume Béatrix e Martin Fourcade) |
| 19 gennaio 2014 | Anterselva   | Italia      | RL (con Simon Fourcade, Jean-Guillaume Béatrix e Martin Fourcade) |

Legenda:

PU = inseguimento

RL = staffetta

MX = staffetta mista

### Sci di fondo

#### Coppa del Mondo
- Miglior piazzamento in classifica generale: 141º nel 2011